# 欧文·哈格里夫斯
欧文·李·哈格里夫斯（Owen Lee Hargreaves，1981年1月20日—）出生於加拿大艾伯塔省卡爾加里，已退役英格蘭足球運動員，司職中場，可以出任正中場、防守中場、左右中場，以及左右後衛。曾經效力於德國甲組足球聯賽拜仁慕尼黑，期間獲得4個聯賽冠軍及2001年歐洲冠軍球會盃。於2007年5月中，夏格維斯轉投英格蘭超級足球聯賽曼聯。於2011年以自由身身份與曼城簽約一年。於2012年5月被曼城放棄。

## 生平
夏格維斯的父親是英格蘭人，其母是威爾斯人，而夏格維斯並非出生於此兩地，而是誕生於加拿大卡加利。
少年夏格維斯於加拿大長大時只對冰球與籃球感趣，但後來漸漸對足球產生了興趣。其後，夏格維斯於出生地的球隊中有不錯的表現，於是被當地一位與拜仁有深切關係的教練引進球會試腳，後來得到收留，當時夏格維斯只是16歲。
2000年至2001年的球季，夏格維斯成為了拜仁慕尼黑一隊的球員之一，並於2000年的8月對哈化柏林的賽事首次上陣。同年，夏格維斯入選了英格蘭21歲以下國家隊。1年後，夏格維斯於歐聯四強次回合首次於歐洲聯賽冠軍盃上陣對戰皇家馬德里，後來拜仁慕尼黑晉身決賽，最後憑夏格維斯不俗的表現令拜仁戰勝西甲強者之一的華倫西亞，奪得歐聯冠軍。
在國家隊方面，夏格維斯決定代表英格蘭出賽，而放棄威爾斯或是加拿大。他於2001年8月對荷蘭首次正選上陣，擔任球隊的左中場位置。2002年世界杯，夏格維斯亦曾在兩場分組賽中上場。
2003年的球季，夏格維斯因為盆骨痛楚而發現自己長短腳，影響了他在場上的表現。2004年歐洲國家杯，夏格維斯上陣了3場球賽。2005年至2006年的球季，有傳夏格維斯會離隊他投。對夏格維斯有興趣的包括車路士、曼聯等，但後來夏格維斯簽約至2010年。
2006年世界盃，夏格維斯成為球隊的一員，在德國上陣4場球賽。於八強賽對陣葡萄牙中，夏格維斯在禁區製造了不少機會，並在互射十二碼中得分，因此雖然英格蘭最終落敗，但他卻被選為賽事的最佳球員，其實他過去曾是球迷噓聲的目標，不過這次在足總網站的投票獲得肯定。夏格維斯在足總網站發表答謝致辭稱：「任何時候得到球迷的支持，都是非常特別的禮物，所以在此感謝所有投票給我的球迷。」夏格維斯贏得29%的選票，擊敗另一位中場謝拉特(18%)，以及前鋒高治(15%)。
於世界盃出色的表現為夏格維斯帶來國家隊正選的席位，而英超的大球會如曼聯及車路士等都先後被傳出欲羅致這名中場球員。其中以曼聯最為積極，曼聯於06年季前曾多次出價而被拜仁所拒，兩間球會更因此而交惡。其後曼聯仍對這名中場球員死心不息，曾多次高調聲稱會於2007年再次出價購買夏格維斯。
2007年5月20日，拜仁慕尼黑會長碧根鮑華公開證實夏格維斯將會以大約1,700萬英鎊離隊轉投曼聯。
夏格維斯加盟曼聯初期經常受傷患困擾，以致缺乏了部份賽事。他於3月初對富咸的聯賽當中射入其加盟後首個入球。同年4月初，他再次射入自由球，協助球隊反勝阿仙奴2:1。2008年5月曼聯對車路士的歐冠決賽，夏格維斯以正選右中場身份上陣全場連加時120分鐘賽事，並於互射12碼階段射入第4球，協助球隊勝出，奪得個人職業生涯中第二面歐冠冠軍獎牌。
2008/09年球季夏格維斯持續受傷患困擾，更於季初便宣佈會因傷缺席全季所有賽事。經歷兩個膝蓋動手術，養傷18個月後，終於在2010年3月18日復出為曼聯預備隊對般尼上陣45分鐘，賽後表示感覺良好，並會盡全力爭取出席世界盃。
2010年11月6日，他獲得自2008年9月以來首次正選上陣，在英超聯主場面對狼隊，但上陣僅5分鐘即告傷出，由碧比入替。
2011年1月21日，據英國傳媒報導，曼聯玻璃人夏格維斯已經開始參加輕度的訓練。30歲的夏格維斯嚴重的膝蓋傷勢，可能會迫使他提前結束球員生涯。去年十一月他曾在曼聯主場對狼隊的比賽中令人意外地正選上陣，不過比賽才開始幾分鐘又因傷退下火線。起初外界認為夏格維斯將缺陣五週時間，但他的恢復進展十分緩慢。不過《電訊報》指出，這名前拜仁慕尼黑中場已經開始重新參加操練了。
5月22日，領隊費格遜證實球會將不會向季尾約滿的夏格維斯提供新合約，意味在效力球隊四年間只上陣39次夏格維斯將回復自由身。
8月31日，隨著在之前一日被媒體拍得於曼城進行體檢，曼城會方正式宣佈已與夏格維斯簽訂一年合約，使得此前盛傳加盟西布朗之事告吹，同時亦使夏格維斯的球員生涯現出曙光。為替補季前退役轉任管理層的中場韋拉，與及季中將要請假為國效力出戰非洲國家盃的耶耶·托尼，曼城此前已分別求購迪羅斯、加高、雲保美等等中場悍將，惜都無功而還，如今得到曾奪歐聯冠軍的夏格維斯免費來投，而球員本人又可於被前球會放棄的困境下重投一支具有同級班底的球會，並具出戰歐聯的資格，正正是一家便宜兩家著的雙贏結果。同時，夏格維斯也成為近年繼迪維斯後，由曼聯直接轉投同市宿敵曼城的球員。這樣的轉會情況本已極少出現，加上兩人同樣曾於曼聯取得極大成功，更同是歐聯決勝的冠軍十一人，卻又同時於此輝煌成就後迅即失意於球隊，結果也同樣地投身天藍軍團，可謂一時佳話。
2012年5月22日，剛奪得2011-12年度英超冠軍曼城於其官方網站宣佈放棄夏格維斯，於曼城期間只出賽4場（1場聯賽、1場足總盃及2場聯賽盃），取得1個聯賽盃入球。

## 風格
夏格維斯被公認為強悍的防守中場，擁有無窮氣力、旺盛鬥志，而且具備處理定點球的特色，不論對自由球、角球，以至點球都擅長。其踢法極其硬朗，每每在中後場作出狠勁的攔截；其速度不俗，左右腳腳法均非常純熟，在擔任左中場位置時經常利用上佳的體能於左路作個人推進，並且傳中，加上其遠射能力甚高，偶然施遠射令到門將手足無措。除了取分能力外，他於曼聯後防兵源現荒時多次串演右閘，從而展現了高效率的防守能力，及在邊路的策控能力，其表現甚至不下於其他正職後防的隊友。夏格維斯極高的心理質素及穩定的情緒智商，也使他成為值得球隊信賴的關鍵人物。惟夏格維斯也是知名的容易受傷球員，尤其於加盟曼聯後經常受傷，以致在曼聯時期出場時間不多。

## 獎項
拜仁慕尼黑
- 德国足球甲级联赛冠軍：2001年、2003年、2005年、2006年
- 歐洲聯賽冠軍盃冠軍：2001年
- 洲際盃冠軍：2001年
- 德国足协杯冠軍：2003年、2005年、2006年
- 德國足球協會聯賽盃冠軍：2004年

曼联
- 英格兰足球超级联赛冠軍：2007–08賽季、2008–09賽季、2010–11賽季
- 歐洲聯賽冠軍盃冠軍：2007–08賽季
- 英格兰联赛杯冠軍：2009年、2010年
- 英格兰社区盾冠軍：2007年、2008年、2010年
- 世俱杯冠軍：2008年

曼城
- 英格兰足球超级联赛冠軍：2011–12賽季

- 巴禾獎：2001年
- 歐洲21歲以下足球先生：2001年
- 英格蘭國家隊最佳球員：2006年

## 外部連結
- （英文）/（德文）哈格里夫斯官方網站